# لورين كيلي
لورين كيلي (بالإنجليزية: Lorraine Kelly)‏ هي صحفية ومقدمة تلفزيونية بريطانية، ولدت في 30 نوفمبر 1959 في Gorbals ‏ في المملكة المتحدة.

## وصلات خارجية
- لورين كيلي على موقع IMDb (الإنجليزية)
- لورين كيلي على موقع ميوزك برينز (الإنجليزية)
- لورين كيلي على موقع ديسكوغز (الإنجليزية)
- لورين كيلي على موقع قاعدة بيانات الفيلم (الإنجليزية)
- لورين كيلي على موقع كينوبويسك (الروسية)